# Ina Fabry
Ina Fabry (* 18. März 1983 in Weingarten) ist eine ehemalige deutsche Rennfahrerin.

## Karriere
Fabry begann ihre Motorsportkarriere im Kartsport, in dem sie bis 1998 aktiv war. 1999 gab sie ihr Debüt in der Formel BMW ADAC Deutschland, in der sie in ihrer Debütsaison den 9. Platz in der Juniorwertung belegte. Auch 2000 und 2001 trat sie in dieser Rennserie an. 2001 wurde sie 17te im Gesamtklassement. Zur Saison 2002 wechselte sie in die Österreichische Formel Masters, die sie gewann. Im Jahr 2003 trat sie in einigen Rennen in der Formel Renault 2.0 Deutschland sowie bei drei Läufen im Deutschen Formel 3 Cup für das Team Franz Wöss Racing an und wurde mit drei Punkten Gesamt-22ste. 2004 bestritt sie in dieser Serie, wieder für das Team Franz Wöss Racing, einen weiteren Lauf und wurde ohne Punkte 31ste in der Gesamtwertung.
Von 2003 bis 2006 absolvierte Fabry einen Bachelorstudiengang in Gesundheits- und Fitnessmanagement an der TH Karlsruhe. 2010 schloss sie ihr Masterstudium in Sportwissenschaft an der Universität Tübingen ab.

## Statistik

### Karrierestationen
- -1998: Kartsport
- 1999: Formel BMW ADAC Deutschland (Platz 9 Juniorwertung)
- 2000: Formel BMW ADAC Deutschland
- 2001: Formel BMW ADAC Deutschland (Platz 17)
- 2002: Österreichisches Formel Masters (Platz 1)
- 2003: Formel Renault 2.0 Deutschland
- 2003: Deutscher Formel-3-Cup (Platz 22)
- 2004: Deutscher Formel 3 Cup (Platz 31)